# Агашери
Агашери (с перс. — «агач-эри») — тюркоязычное племя. Упоминается в произведениях византийского писателя Приска Панийского (2-я половина V века), римских писателей Иорнанда и Касснодора (середина VI века).

## Происхождение
Рашид ад-Дин в своём произведение «Джами ат-таварих» происхождение агашери связывает с огузами. Другие историки относят агашери к одной из ветвей хазаров.

## История
Вначале агашери освоили часть территории на Северном Кавказе, позже с племенами огузов населяли горы Мараш Восточной Анатолии. В 1246 году вошли в союз сельджуков Ак-Коюнлу и Кара-Коюнлу. Ныне потомки агашери проживают на юго-востоке Ирана.